# Pillar (banda)
Pillar é uma banda cristã de Nu Metal. A banda teve origem em 1998 com a missão de transmitir uma mensagem do Cristianismo em sua cidade natal Hayes, Kansas. Pillar como significado de "Coluna", foi recebido de braços abertos pelas pessoas de uma igreja, com um som agressivo e letras espirituais.

## História

### Formação e os álbuns independentes
Pillar começou em Hayes, Kansas em 1998, quando os companheiros de quarto da Universidade Fort Hays State Brad Noone e Rob Beckley tinham em comum os amigos Travis Jenkins, Dustin Adams, e Michael Wittig, este último conhecido como Kalel. Em 1999, a banda lançou o primeiro álbum, Metamorphosis, através da sua própria gravadora independente Shadrach Records. Após algumas apresentações no Kansas, lançaram o seu segundo álbum de estúdio, Original Superman, em 2000. Nesta altura, mudam-se para Tulsa, em Oklahoma com o objetivo de alcançar um maior número de fãs.

### Flicker RecordseAbove
Pouco depois do lançamento do segundo álbum, a banda foi mencionada pela gravadora Flicker Records, com que assinaram contrato em meados de 2000. Após a assinatura, a banda retirou algumas das faixas do disco Original Superman,bem como algumas das novas faixas do novo álbum de estúdio, Above, que se tornaria no primeiro grande  lançamento da gravadora. O disco teve um relativo sucesso, tendo vendido cerca de 60 mil cópias. A faixa "Open Your Eyes" ganhou um Dove Award em 2001 para a categoria Hard Music Song of the Year.

### Fireproof
Em 2002, Noah Henson ficou encarregue da guitarra, e a banda lançou um novo disco, Fireproof. O álbum vendeu mais de 300 mil cópias e lançou a banda para uma tormé nacional pelos Estados Unidos. O disco ganhou também dois Dove Awards. Anos mais tarde a banda voltou ao estúdio com o disco Fireproof, tendo trabalhado nele para um som mais rico, incluíram-no um DVD bónus, tendo inserido no mercado duas versões do mesmo álbum. Pouco depois o baterista Lester Estelle, Jr. juntou-se à banda.

### Where Do We Go from Here
Em 2004, Pillar lançam o seu novo álbum Where Do We Go from Here. Tornou-se um álbum de referência entre os fãs do rock cristão. O disco incluía vários êxitos, entre eles "Bring Me Down", e "Frontline" que estiveram nos tops durante meses.

### Nothing Comes for FreeeThe Reckoning
A banda lançou um EP chamado Nothing Comes for Free em Junho de 2006. Incluía três faixas novas. Entre elas "Everything" e quatro faixas gravadas ao vivo. As outras dua faixas "Our Escape" e "Danguerous", não estiveram no álbum seguinte The Reckoning. O EP esteve apenas disponível nos seus concertos e na sua loja virtual, apenas 10 mil cópias foram disponibilizadas.
No início de 2006, a banda estava de regresso ao estúdio para gravar o seu novo disco. Travis Wyrick produziu o novo álbum, bem como todos os seus anteriores; foi lançado a 3 de Outubro de 2006. Pelo lançamento deste álbum a banda foi em torné para promover este disco, chamando-a de "The Days of the Reckoning Tour", tendo sido realizada de Outubro a Novembro do mesmo ano. Igualmente outras bandas cristãs estiveram na torne, tais como Day of Fire, The Showdown, e Decyfer Down. O disco recebeu uma nomeação para os Grammy Awards em 6 de Dezembro de 2006, na categoria Best Rock or Rap Gospel Album. Esta foi a primeira nomeação Grammy que a banda recebeu.

### For the Love of the Gameaté presente
Em Fevereiro de 2008 a banda lança For the Love of the Game. Um dos regressos às origens é o do seu logótipo que volta ao inicialmente feito, bem conhecidos dos fãs da banda. Atualmente a banda anda em turnê a promover o seu último disco.
CONFESSIONS foi lançado em 22 de setembro de 2009. Os primeiros dois singles do álbum, "Secrets and Regrets" e "Fire on the Inside", foram liberados em 17 de julho de 2009. Pilar estava em turnê para promover o álbum e apoiado pela banda Red em Nothing and Everything tour". O cover da música do Collective Soul, "Shine", foi lançado como o terceiro single do álbum. Seu quarto single, "Whatever It Takes", alcançou o número um em 06 de junho de 2010.
Em 2010, o álbum foi indicado para o prêmio Dove Award for Rock / Álbum Contemporâneo do Ano no 41 GMA Dove Awards.
Em 2011, Pilar tocou em apenas um show, no Solid Festival em 29 de outubro. Durante este show Taylor Caroll não estava tocando com a banda porque nessa época ele tinha deixado para seguir carreira solo.
Pilar anunciou em seu Facebook que o novo álbum será intitulado One Love Revolution. Eles também anunciaram, em 26 de junho de 2015 que o novo álbum será lançado em 21 de agosto de 2015.
Uma canção que estará no álbum, intitulada "Lion Leads The Way", foi lançada no início de abril de 2014. A canção de rock pesado foi escrito como a trilha sonora para o filme "Day of War"

## Integrantes

### Membros atuais
- Rob Beckley - vocal (1998 - atualmente)
- Noah Henson - guitarra e Backing Vocais (2001 - atualmente)
- Michael Wittig "Kalel" - baixo (1998 - 2008/ 2012 - atualmente)
- Kevin silva - bateria (2002 - 2008/ 2012 - atualmente)

### Ex-membros
- Taylor Carroll - bateria (2009 - 2011)
- Rich Gilliland - baixo e backing vocais (2008 - 2011)
- Brad Noone - bateria (1998 - 2002)
- Travis Jenkins - guitarra (1999 - 2001)
- Dustin Adams - guitarra (1998 - 1999)

## Discografia

### Álbuns de estúdio
- Metamorphosis (1999)
- Original Superman (2000)
- Above (2000)
- Fireproof (2002)
- Where Do We Go from Here (2004)
- The Reckoning (2006)
- For the Love of the Game (2008)
- Confessions (2009)
- One Love Revolution (2015)

### Outros
- Fireproof: Special Edition (2003)
- Where Do We Go From Here: Special Edition (2005)

### EPs
- Broken Down: The EP (2003)
- Nothing Comes for Free (2006)

### Singles
| Ano  | Faixa                      | Álbum                    |
| ---- | -------------------------- | ------------------------ |
| 2000 | "Open Your Eyes"           | Above                    |
| 2002 | "Fireproof"                | Fireproof                |
| 2002 | "Further from Myself"      | Fireproof                |
| 2004 | "Bring Me Down"            | Where Do We Go from Here |
| 2004 | "Frontline"                | Where Do We Go from Here |
| 2006 | "Everything"               | The Reckoning            |
| 2006 | "When Tomorrow Comes"      | The Reckoning            |
| 2008 | "For the Love of the Game" | For the Love of the Game |